# Arjo
Pour l’article homonyme, voir Arjo (awraja).
Arjo (également orthographié Argio ; amharique : አርጆ ; oromo : Arjjoo) est une ville d'Éthiopie située dans le woreda de Jimma Arjo, dans la zone Misraq Welega de la région Oromia. Le président Mulatu Teshome est né à Arjo. Haile Fida, l'un des pionniers du système d'écriture Qubee Afaan Oromo, est né à Arjo et y a commencé ses études.
Arjo était jusqu'en 1995 la capitale administrative de l'awraja d'Arjo dans la province du Wellega.
Devenue le chef-lieu du woreda Jimma Arjo, elle compte 9 172 habitants au recensement national de 2007.
Arjo se situe vers 2 500 m d'altitude environ 50 km au sud de Nekemte sur la route en direction de Bedele.